# Watcher
Watcher ist ein Thriller / Psychothriller von Chloe Okuno, der Ende Januar 2022 beim Sundance Film Festival seine Premiere feierte und am 3. Juni 2022 in die US-Kinos kam.

## Handlung
Julia und Francis sind frisch verheiratet und haben gerade gemeinsam in Bukarest eine neue Wohnung bezogen. In der Stadt macht sich wegen eines Serienmörders Panik breit. Julia hat das Gefühl, dass sie jemand vom Nebengebäude heraus beobachtet.

## Produktion

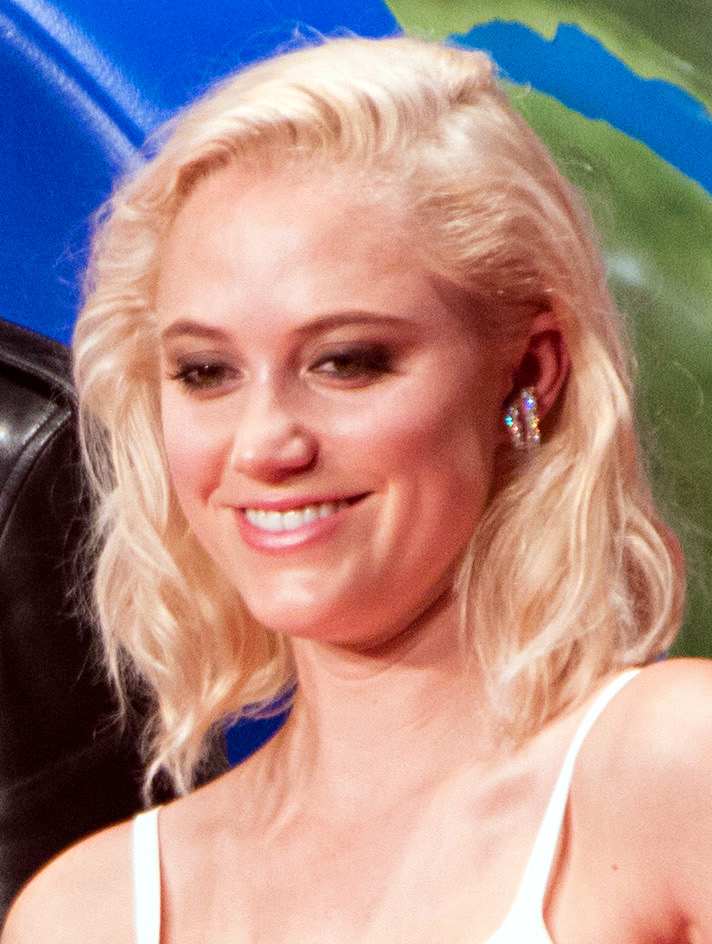
Maika Monroe spielt Julia

Es handelt sich bei Watcher um das Spielfilmdebüt von Chloe Okuno. Sie führte zuvor bei drei Kurzfilmen Regie, darunter Slut, in dem eine junge Frau versucht, sich neu zu erfinden, um die Jungs in ihrer kleinen Stadt in Texas zu beeindrucken und hierdurch zur Zielscheibe eines Soziopathen wird. Das Drehbuch schrieb Zack Ford.
Maika Monroe und Karl Glusman spielen in den Hauptrollen Julia und Francis. In weiteren Rollen sind Burn Gorman und Ciubuciu Bogdan Alexandru zu sehen.
Die Dreharbeiten fanden im Frühjahr 2021 in Bukarest statt.
Die Filmmusik komponierte Nathan Halpern.
Erste Vorstellungen des Films erfolgen ab dem 21. Januar 2022 beim Sundance Film Festival. Im März 2022 wurde der Film beim South by Southwest Film Festival gezeigt und Ende des Monats und Anfang April 2022 beim Sun Valley Film Festival. Ebenfalls im April 2022 wurde er beim Seattle International Film Festival vorgestellt. Im Mai 2022 wurde er beim Chicago Critics Film Festival und bei The Overlook Film Festival gezeigt. Am 3. Juni 2022 kam der Film in ausgewählte US-Kinos. Ebenfalls im Juni 2022 wurde er beim Sundance London gezeigt. Ende des Monats wurde er beim Filmfest München vorgestellt. Im August 2022 erfolgten Vorstellungen beim Melbourne International Film Festival. Anfang September 2022 wurde er beim Festival des amerikanischen Films in Deauville im Hauptwettbewerb gezeigt. Im Oktober 2022 sind Vorstellungen beim Sitges Film Festival geplant.

## Rezeption

### Altersfreigabe und Kritiken
In den USA erhielt der Film von der MPAA ein R-Rating, was einer Freigabe ab 17 Jahren entspricht.
Bei Rotten Tomatoes sind 88 Prozent der aufgeführten Kritiken positiv. Bei Metacritic erhielt der Film einen Metascore von 72 von 100 möglichen Punkten.

### Auszeichnungen
Cleveland International Film Festival 2022
- Nominierung im American Independents Competition (Chloe Okuno)[18]

Fangoria Chainsaw Awards 2023
- Nominierung als Bester Debürfilm (Chloe Okuno)
- Nominierung für die Beste Regie (Chloe Okuno)
- Nominierung als Beste Hauptdarstellerin (Maika Monroe)[19]

Festival des amerikanischen Films 2022
- Nominierung im Hauptwettbewerb[20]

Saturn-Award-Verleihung 2022
- Nominierung als Bester Independentfilm

South by Southwest Film Festival 2022
- Nominierung für den Publikumspreis in der Sektion Midnighters (Chloe Okuno)[21]

Sundance Film Festival 2022
- Nominierung im U.S. Dramatic Competition (Chloe Okuno)[22]